# Alessandro Catalani
Alessandro Catalani (Pavia, 18 aprile 1905 – Gemonio, 6 agosto 1986) è stato un ciclista su strada italiano, professionista dal 1927 al 1932. Colse un'unica vittoria fra i professionisti, il Giro di Toscana 1928. Inoltre ottenne importanti piazzamenti, come il secondo posto alla Tre Valli Varesine 1929, il quinto al Giro di Lombardia 1928, il settimo alla Milano-Sanremo 1929 e al Giro di Romagna 1928.

## Palmarès
- 1928 (Wolsit, una vittoria)

Giro di Toscana

### Altri successi
- 1928 (individuale) [1]

Classifica isolati Giro d'Italia

## Piazzamenti

### Grandi Giri
- Giro d'Italia

1927: 34º
1928: 12º
1929: 16º
- Tour de France

1931: ritirato (22ª tappa)
1932: ritirato (1ª tappa)

### Classiche monumento
- Milano-Sanremo

1928: 20º
1929: 7º
1930: 21º
- Giro di Lombardia

1927: 8º
1928: 5º